# MY FIRST WING
MY FIRST WING（マイ・ファースト・ウィング）は日本の女性歌手上原多香子の初のビデオクリップ集である。

## 解説
- 2000年9月27日にトイズファクトリーよりリリースされた。
- SPEEDのビデオクリップ集『SPEED SPIRITS II』と同時発売された。
- ソロとして発表した3枚のシングル曲とアルバム収録曲1曲のビデオクリップを収録している。

## 収録曲
1. my first love
  - 1stシングル
2. Come close to me
  - 2ndシングル
3. my greatest memories
  - 3rdシングル
4. Making of Empty
5. Empty
  - 1stアルバム収録曲
  - この曲のビデオクリップはこのビデオ作品でしか見ることが出来ない

## 作品情報
TFVQ-68052 ￥2,520（廃盤）